# Arcadia (album Ramona Lisa)
Arcadia è il primo album in studio della cantautrice statunitense Caroline Polachek, pubblicato nel 2014 a nome Ramona Lisa.

## Tracce
Testi e musiche di Caroline Polachek.
1. Arcadia – 4:11
2. Backwards and Upwards – 4:00
3. Getaway Ride – 3:55
4. Avenues – 2:41
5. Lady's Got Gills – 4:34
6. Hissing Pipes at Dawn (They're Playing Our Song) – 2:14
7. Dominic – 3:57
8. Arcadia Reprise – 0:57
9. Izzit True What They Tell Me – 5:16
10. Wings of the Parapets – 3:14
11. I Love Our World – 5:45